# Gusuku

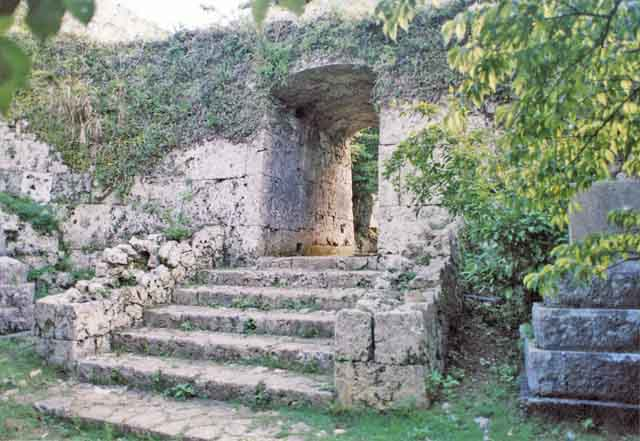
Gusukuruin

Gusuku (御城) (Okinawiska: gusiku) är ett slott eller en borg på Ryukyuöarna i Okinawa prefektur, Japan. Många gusuku och till dem relaterade kulturella lämningar har blivit listade som världsarv av Unesco under beteckningen Gusukuplatser och områden i kungadömet Ryukyu.